# Sotha
Pour les articles homonymes, voir Sigaux.
Catherine Sigaux, dite Sotha, née le 25 novembre 1944 à Royat, est une autrice de théâtre, réalisatrice, directrice d'acteurs, scénariste et comédienne française, également cofondatrice du Café de la gare à Paris. Co-autrice d'une série de pièces et sketches de Café théâtre, elle signe également le scénario et la réalisation de plusieurs films dans l'esprit libertaire des années 1970, comme Le Graphique de Boscop, Au long de rivière Fango ou encore Les matous sont romantiques.

## Biographie
Catherine Sigaux est la fille de l'écrivain Gilbert Sigaux et sœur du comédien Jacky Sigaux. À la fin des années 1960, elle figure parmi les principaux fondateurs du Café de la Gare, avec Romain Bouteille, Patrick Dewaere, Henri Guybet, Coluche, Miou-Miou, Catherine Mitry, Jean-Michel Haas ou encore Gérard Lefevbre alias « GG Lefev' »,. Elle écrit ensuite une trentaine de pièces de théâtre et réalise plusieurs films (longs et courts métrages), dont elle signe également le scénario et les dialogues.

### Vie privée
En 1963, Sotha donne naissance à son premier fils, nommé Christian Fabrice Sigaux. À la fin des années 1960, elle devient la compagne de l'humoriste et comédien Romain Bouteille puis elle épouse Patrick Dewaere en 1968. Après leur divorce prononcé en 1979, elle partage sa vie avec l'acteur Philippe Manesse, avec lequel elle donne naissance à deux fils. Au tout début des années 1980, Sotha se lie avec le photographe Philippe Rony, avec lequel elle a une fille prénommée Manon, née en 1982. 
Devenue adulte, elle découvre ses origines et apprend tardivement être née d'un père cambodgien, membre de la famille de Norodom Sihanouk.

## Théâtre

### Autrice ou metteuse en scène
- 1966 : Maman j'ai peur de Jacques Higelin, Brigitte Fontaine et Rufus (mise en scène de Sotha, Studio des Champs-Elysées)
- 1975 : Le Graphique de Boscop de Sotha (Café de la Gare)
- 1976 : Petite princesse indécise de Sotha (Café de la Gare)
- 1978 : Plantons sous la suie de Claude Mann et Sotha (Café de la Gare)
- 1979 : Roger, Roger et Roger de Sotha (Café de la Gare)
- 1980 : Les robots ne sont pas méchants de Sotha (Café de la Gare)
- 1982 : Qu'est-ce qu'il y a dedans ? de Sotha (Café de la Gare)
- 1983 : L'Auvent du pavillon IV de Sotha (Café de la Gare)
- 1984 : La Mort, le moi, le nœud de Sotha (Café de la Gare)
- 1986 : Les méthodes de Camille Bourreau de Sotha (Café de la Gare)
- 1987 : L'un dans l'autre de Sotha (Café de la Gare)
- 1988 : L'Héroïque semaine de Camille Bourreau de Sotha (Café de la Gare)
- 1990 : Ce soir, c'est gratuit de Sotha (Café de la Gare, pour Philippe Manesse)
- 1992 : Le Graphique de Boscop 92 de Sotha (Café de la Gare)
- 1993 : On est peu de choses de Sotha (Café de la Gare)
- 1995 : Plus con que nous, y a-t-il ? de Sotha
- 2000 : Chez Jeanne de Sotha
- 2002 : Chveik s'en va-t-au ciel de Sotha
- 2004 : Les blondes préfèrent leur chien de Sotha
- 2005 : La fondue bourguignonne de Sotha
- 2010 : Cyrano m'était conté de Sotha (Café de la Gare)
- 2018 : Kong : l’amour avec un grand de Sotha

## Filmographie

### Cinéma

#### Réalisatrice
- 1974 : Gliscom Butrew (court-métrage)
- 1974 : Au long de rivière Fango
- 1976 : Le Graphique de Boscop (co-réalisé par Georges Dumoulin)
- 1981 : Les matous sont romantiques
- 1983 : Pas besoin de valises (court-métrage)
- 1984 : Les œufs sur le plat (court-métrage)
- 1988 : Tant pis si je meurs

#### Scénariste
- 1987 : Mon bel amour, ma déchirure de José Pinheiro
- 1996 : La Chica (co-écrit avec Bruno Gantillon)

#### Actrice
- 1969 : L'innocente, court métrage d'Olivier Ricard : une pêcheuse
- 1971 : La Vie sentimentale de Georges le tueur court métrage de Daniel Berger : une jeune femme
- 1973 : Themroc : une jeune femme
- 1976 : Le Graphique de Boscop : Clémentine
- 1977 : Vous n'aurez pas l'Alsace et la Lorraine : la marquise
- 1978 : Si vous n'aimez pas ça, n'en dégoûtez pas les autres : une spectatrice (créditée Catherine Sigaux)
- 1982 : Les Diplômés du dernier rang : une jeune étudiante
- 1987 : Cross : une prostituée au commissariat
- 1989 : Tango Bar : une entraîneuse au Tango Bar (téléfilm)
- 1992 : Patrick Dewaere : elle-même (documentaire de Marc Esposito)

## Publication
- Vois le ciel, il va pleuvoir, prix du premier roman en 1981.